# H. Peter Hofstee

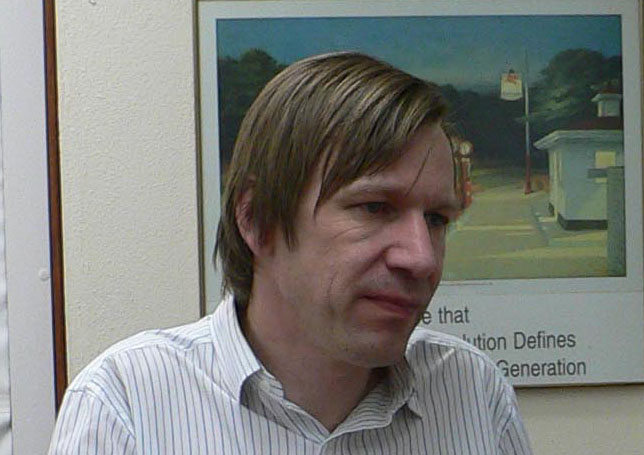
Peter Hofstee (April 2007)

Harm Peter Hofstee ist ein niederländischer Chipdesigner.
Hofstee ist verantwortlich für die Architektur des Synergistic Processor Element (SPE) des von IBM, Sony und Toshiba in Kooperation entwickelten Cell-Mikroprozessors. Nach seiner Promotion 1994 am Caltech verbrachte  Hofstee zwei Jahre an der dortigen Fakultät, bevor er 1996 zum IBM Austin Research Laboratory ging. Dort arbeitete er am ersten GHz-CMOS-Mikroprozessor-Prototyp und anderen leistungsfähigen Prozessorentwürfen mit.
Mitte 2000 verstärkte Hofstee die für den Cell-Prozessor verantwortliche Gruppe. Er zeichnet für mehr als 30 Patente und mehr als 60 Patentanträge verantwortlich, die meisten davon haben Bezug zum Cell-Prozessor.